# Mechthild Harnischmacher
Mechthild Harnischmacher (* 1991 in München) ist eine deutsche Theaterregisseurin.

## Leben
Harnischmacher wuchs in einer katholischen Glaubensgemeinschaft in Oberbayern auf, die sie als junge Erwachsene verließ. Sie schrieb bereits in ihrer Schulzeit mehrere Theaterstücke und führte diese mit jüngeren Mitschülern und mit Kindern mit sonderpädagogischem Förderbedarf auf. Nach dem Abitur lebte sie ein Jahr in Tansania bei den Massai und initiierte mehrere Kindertheater-Projekte. Nach einem kurzen Praktikum beim Film in München absolvierte sie von 2012 bis 2015 in München eine Hotelfachausbildung im Hotel Bayerischer Hof in München. Anschließend studierte sie Germanistik, Kunstgeschichte, Theater- und Kulturwissenschaften.
Am Münchner Volkstheater machte Mechthild Harnischmacher eine Hospitanz und wurde von dort an das Münchner Residenztheater empfohlen, wo sie bei David Bösch und beim damaligen Intendanten Martin Kušej hospitierte. Kušej engagierte sie daraufhin als Regieassistenz für Friedrich Schillers Don Karlos und weitere Produktionen. Später lud er sie ein, mit ihm an das Wiener Burgtheater zu wechseln. Ab der Spielsaison 2019/2020 bis 2022 war sie Regieassistentin und später Regisseurin am Burgtheater. Für ihre erste Inszenierung Ich, Ikarus von Oliver Schmaering wurde sie direkt mit dem STELLA*22 Darstellender.Kunst.Preis als Herausragendes Kinderstück ausgezeichnet.
Seit Herbst 2022 arbeitet sie als freischaffende Theaterregisseurin. Bei einigen ihrer Produktionen gestaltet sie zudem das Bühnenbild, oder wirkt als Performerin, Sängerin und Geräuschemacherin mit.

## Inszenierungen
- 2020 Die Säuberung von Franzobel, Wiener Stimmung – Folge 1 (Regie)[8]
- 2020 Heute steht nicht im Kalender von Ivna Žic, Wiener Stimmung – Folge 11 (Regie)[8]
- 2021 Ich, Ikarus von Oliver Schmaering, Vestibül im Burgtheater, Wien
- 2022 Schachnovelle von Stefan Zweig, Landestheater Niederösterreich, St. Pölten[9]
- 2024 Der Junge mit dem längsten Schatten von Thomas Kruckemeyer, Theater Nordhausen[10]
- 2024 Moby Dick, Uraufführung von Mechthild Harnischmacher nach dem Buch von Herman Melville, Theater des Kindes, Linz[11]
- 2024 Celebration (Florida) von Felix Krakau, Landestheater Linz[12]
- 2024 Pettersson und Findus von Sven Nordqvist, Volkstheater Wien[13]

## Regieassistenz
- 2018 Don Karlos von Friedrich Schiller, Residenztheater, München, Regie: Martin Kušej
- 2018 Der nackte Wahnsinn von Michael Frayn, Residenztheater, München Regie: Martin Kušej[14]
- 2020 Automatenbüfett von Anna Gmeyner, Burgtheater, Wien, Regie: Barbara Frey[15]
- 2020 This is Venice (Othello & Der Kaufmann von Venedig) nach Shakespeare, Burgtheater, Wien, Regie: Sebastian Nübling
- 2021 Die Jagdgesellschaft von Thomas Bernhard, Burgtheater, Wien, Regie: Lucia Bihler
- 2021 Komplizen von Simon Stone nach Maxim Gorki, Burgtheater, Wien
- 2021 Der Untergang des Hauses Usher von Edgar Allan Poe, Ruhrtriennale, Regie: Barbara Frey[16]

## Szenische Einrichtung
- 2020 Die Sache mit dem Gruselwusel von Christine Nöstlinger, Vestibül im Burgtheater, Wien
- 2020 Auf den Spuren der Kuh – eine kurze Chronik aus der antiken Zukunft, Kasino am Schwarzenbergplatz, Wien

## Film
- 2021 Automatenbüfett (stv. Regie)[8]

## Auszeichnungen und Nominierungen
- 2025 STELLA*25 Darstellender.Kunst.Preis  – Nominierung in der Kategorie Herausragende Darstellerische Leistung in Pettersson und Findus[17]
- 2022 Verleihung des Nestroy-Theaterpreises 2020 – Nominierung in der Kategorie Corona-Spezialpreis für Wiener Stimmung, Autoren aus Österreich schreiben für das Burgtheater-Ensemble in Isolation. Regie: Mechthild Harnischmacher (Folge 1 und 11)
- 2022 STELLA*22 Darstellender.Kunst.Preis – Auszeichnung als Herausragendes Kinderstück für Ich, Ikarus[5][18][19]